# Малі Бесіди (Логойський район)
Малі Бесіди — (біл. вёска Малыя Бесяды), село (веска) в складі Логойського району розташоване в Мінській області Білорусі, підпорядковане Янушковицькій сільській раді.
Село Малі Бесіди розташоване в центральних районах Білорусі, у північній частині Мінської області - орієнтовне розташування [Архівовано 11 червня 2020 у Wayback Machine.].